# Doraemon: Story of Seasons
Doraemon: Story of Seasons (ドラえもんのび太の牧場物語?, Doraemon: Nobita no bokujou monogatari) è un videogioco del 2019, legato al celebre franchise Doraemon e crossover con la serie di videogiochi Story of Seasons. È inoltre il primo videogioco della serie su console ad essere approdato anche in Italia.

## Trama
Nobita trova un misterioso seme, e in seguito a questo fatto si ritrova insieme a Doraemon e ai suoi amici in un altro mondo, chiamato Shizen. Nel corso del "viaggio" da un mondo all'altro Doraemon perde tuttavia la maggior parte dei suoi chiusky, di conseguenza il gruppo deve mettersi alla ricerca di essi, cercando allo stesso tempo di tornare sul pianeta Terra.

## Distribuzione
Doraemon: Story of Seasons è stato distribuito in Giappone a partire dal 13 giugno 2019; il videogioco è stato distribuito anche in Europa e nell'America del Nord l'11 ottobre del 2019.